# Edmund Drechsel
Ferdinand Heinrich Edmund Drechsel, född den 3 september 1843 i Leipzig, död den 22 september 1897 i Neapel, var en tysk kemist och en av biokemins pionjärer.

## Levnad
Dreschel studerade kemi under Otto Linné Erdmann och Hermann Kolbe i Leipzig, avlade doktorsexamen där 1864 och fortsatte som assistent till Kolbe till 1868. Han arbetade därefter som kemist vid det metallurgiska företaget Gustave Dumont & Frères i Sclaigneaux i Belgien till 1870 och sedan som assitent åt Theodor Scheerer vid Technische Universität Bergakademie Freiberg till 1872 då han blev föreståndare för kemiavdelningen vid Leipziguniversitetets fysiologiska institution under Carl Ludwig. Drechsel habiliterades 1875 och fick tjänst som extraordinarie professor i fysiologisk kemi vid den medicinska fakulteten 1878. År 1892 fick han anställning vid universitetet i Bern som ordinarie professor i medicinsk och fysiologisk kemi samt farmakologi. Han avled av ett slaganfall 1897 under en vistelse vid Neapels zoologiska station (där han ofta bedrev sin forskning).
Bland Drechsels elever kan nämnas John Jacob Abel, Max Siegfried, Sven Gustaf Hedin, Auguste Slosse och Justus Gaule.
Han var son till advokaten Carl Ferdinand Drechsel och dennes maka Friederike Auguste, född Günther. Han gifte sig 1875 med Alida Esther Hamming (född 1849 i Haarlem, Nederländerna) och tillsammans fick paret tre söner och en dotter.
Utöver sitt arbete inom kemin ängnade han sig på sin fritid åt entomologi, speciellt skalbaggar.

## Arbete

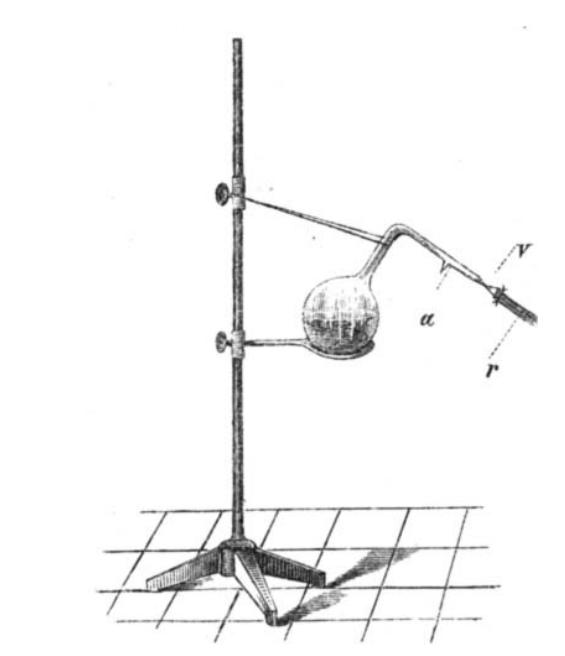
Drechsels gastvättflaska.

Efter studierna ägnade Drechsel sig inledningsvis (i Belgien och i Freiburg) huvudsakligen åt oorganisk kemi. Han hade dock redan under sin tid hos Kolbe utvecklat dennes process för att framställa salicylsyra ur fenol (genom att använda kaliumvätekarbonat i stället för koldioxid) 1865 och framställt oxalsyra ur koldioxid 1868.
Efter återkomsten till Leipzig, där hans habilatationsuppsats behandlade cyanamid och, eftersom han sedan konsterat förekomsten av karbaminsyra i blod och hästurin, ställde han upp en hypotes om att karbaminsyra var prekursor till urinämne (ganska nära sanningen - se ureacykeln) i biologiska system, kom han alltmer att ägna sig åt "fysiologisk kemi" (det vill säga det som vi idag kallar biokemi). Hans fortsatta arbete behandlade i stor utsträckning proteiner och dessas byggstenar aminosyror, varvid han upptäckte lysin 1889 genom att behandla kasein med koncentrerad saltsyra (hans kanske mest "lysande" upptäckt).
Under åren 1884 till 1888 ägnade Drechsel sig åt en rad undersökningar av elektrolys och elektrosyntes (bland annat med växelström för att åstadkomma snabbt växlande oxidationer och reduktioner).
Han konstruerade även laboratorieutustning (här kan nämnas konstruktionen av gastvättflaskan, en variant av separertratt och en "extrationsapparat").

### Publikationer
För en fullständigare lista se Tschirch sid. 65-68.
- Ueber die Oxydation von Glycocoll, Leucin und Tyrosin, sowie über das Vorkommen der Carbaminsäure im Blute, i Journal für Praktische Chemie 12 (1875), sid. 417–426. doi:10.1002/prac.18750120127
- Beiträge zur Kenntniss des Cyanamids (habilitationsuppsats), i Journal für Praktische Chemie 11 (1875), sid. 284–353. doi:10.1002/prac.18750110125
- Ueber die Ausfällung des Kalks durch kohlensaure Alkalien, i Journal für Praktische Chemie 16 (1877), sid. 169–180. doi:10.1002/prac.18770160111
- Ueber die Bildung des Harnstoffs im thierischen Organismus, i Journal für Praktische Chemie 22 (1880), sid. 476–488. doi:10.1002/prac.18800220140
- Chemie der Absonderungen und der Gewebe, i Ludimar Hermann: Handbuch der Physiologie, Band 5 (Handbuch der Physiologie der Absonderung und Aufsaugung), F.C.W. Vogel, Leipzig 1883, sid. 447–624.
- Elektrolysen und Elektrosynthesen, i Journal für Praktische Chemie 29 (1884), sid. 229–252. doi:10.1002/prac.18840290122
- Ueber die Elektrolyse der normalen Capronsäure mit Wechselströmen, i Journal für Praktische Chemie 34 (1886), sid. 135–151. doi:10.1002/prac.18860340118
- Ueber Elektrolyse des Phenols mit Wechselströmen, i Journal für Praktische Chemie 38 (1888), sid. 65–74. doi:10.1002/prac.18880380105
- Beiträge zur Kenntniss des Stoffwechsels, i Archiv für Physiologie (1891), sid. 236–247.
- Der Abbau der Eiweissstoffe, i Archiv für Physiologie (1891), sid. 248–278.
- Ueber die Reduction alkalischer Kupferlösungen durch Eiweisskörper, i Zeitschrift für Physiologische Chemie 21 (1895), sid. 68–70.

## Utmärkelser
- Hedersdoktor i medicin vid Leipzigs universitet 1882
- Ledamot av Sächsische Akademie der Wissenschaften 1885
- Ledamot av Deutsche Akademie der Naturforscher Leopoldina 1888[9]
- Ledamot av Akademie der Naturwissenschaften Schweiz 1897